# 로비슨 필드
로비슨 필드(Robison Field)은 미국 미주리주 세인트루이스에 위치한 야구장이다. 과거 MLB 세인트루이스 카디널스의 홈구장으로 사용했다.